# 失明
失明（しつめい）とは、それまで視力のあった者が、何らかの理由で視力を失うこと。何らかの疾患や、成長期のビタミンA不足などの栄養不良や、メタノールの飲用など有害な物質の影響や、外傷など、様々なことが原因となり得る。このうち外傷が原因である場合には、しばしば片目だけ失明になる例も見られる。この片目だけ失明した状態を半盲と言う。これに対して、両目とも失明した状態は全盲と言う。
なお、日本語において失明は、中途失明の意味で用いられることが通常であり、産まれつきの盲目である先天盲に対しては「失明」と言わないことが普通である。

## 定義

### 世界的な定義
最大限の視力矯正を行った状態で、良い方の眼の視力が3/60未満（0.05未満）を失明（Blindness）と定義している。

### 日本における定義
失明は視力障害の中で、最も重度の状態である。ただし、厚生労働省の「眼の障害に関する障害等級認定基準」によれば、一口に失明とは言っても、明暗の弁別すら不可能である状態だけではなく、明暗の区別は可能な状態である光覚弁に加えて、眼前の手の動きならば認識可能な状態である手動弁も含まれる。（なお、視力障害の段階の中には、眼前の指の本数であれば数えられる状態である指数弁と呼ばれる状態があり、この指数弁が失われた時点で、失明に分類される）。

## 中途失明者に対するリハビリテーション
中途失明者に対するリハビリテーションとは、視力の再獲得を目指すことではなく、失明した状態であっても自立した生活を行うための技能を獲得することを目指して行われるものである。例えば、視覚障害者の日常生活に必要な視覚に頼らない周囲の状況把握の訓練や、視覚が無くとも日常生活を送れるような動作の訓練などがある。他にも、日本では、盲人安全杖を室内や屋外で正しく扱えるようにする訓練や、点字教育なども行われる。さらに、日本の場合、按摩マッサージ指圧師、鍼師、灸師のような職業訓練を行う場合もある。日本では、これらの訓練が、視覚障害者更生施設、身体障害者福祉センター、盲学校、点字図書館、盲導犬協会などで分担するような形で実施されている。

### 歩行訓練
自宅のような頻回に使用する場所においては認知地図（cognitive map）の作成を目指し、日常生活での歩行に支障が無いように訓練を行う。また、屋外では、手引きする者の上腕部を軽く握った上で歩行を行う手引きによる歩行の訓練や、盲導犬などを利用できる場合はその扱いの訓練や、盲人安全杖を用いた歩行の訓練などがある。さらに、例えば、いつもパンの焼き上がるニオイのする場所など、視覚を用いないランドマークを利用できるようにする訓練なども行われる場合がある。他にも、エスカレーターやエレベーターの利用、公共交通機関の利用などを、安全に行えるようにする訓練なども必要である。

### 文字の利用
点字を読解する訓練の他に、すでに文字を習得している者が中途失明した場合などには、視覚が無くとも通常の文字を書けるようにハンドライティングと呼ばれる訓練を行う場合もある。また、パソコンをブラインドタッチで利用し、音声による読み上げソフトウェアも併用することで、文書作成ができるようにする訓練が行われる場合もある。

### その他の訓練
例えば、以下のような訓練が行われることがある。
- 衣服を識別して、それを正しく着用したり、脱いだりする訓練。
- 紙幣や貨幣を、視覚が無くとも判別する訓練。

## 視力の再獲得
例えば、白内障に伴う失明であった場合は、手術によって視力の再獲得が可能である。このようなこともあって、21世紀現在において日本では白内障が原因で失明に至るケースは少ない。しかしながら、医療の発展途上国においては多くみられ、未だに世界の失明の原因の1位を占めている。このような例に対し白内障手術を行うことにより、視力の再獲得が可能となる。同様に種々の原因による硝子体出血に対し硝子体手術を施行することにより、視力の再獲得ができるケースがある。
また先進国においては、医療技術が高く、また医療資源が医療の発展途上国よりも投入できる資源が多いため、上記にあげた手術においても再獲得し得ない例に対して何らかの試みが試みられている。具体的な例を挙げると、失明した人の眼球の周りに、カメラからの映像を受信するための機械を取り付け、そこから眼球の周りの機械から伸びる導線と繋がった脳の視覚野に端子を埋め込んだ上で、カメラを搭載した眼鏡を掛け、そのカメラの映像を眼球の周りの機械に送信させ、導線を介し、端子が埋め込まれた脳の視覚野に直接クロッシングさせると言う物である。また網膜移植を試みた例もある。
失明した者からの視点は、「ぼやけた白世界で深い霧の中にいる」という感覚である。

## 失明の原因と疫学
世界の失明の原因は、2010年度のWHOのデータでは以下のようになっている。
- 白内障(51%)
- 緑内障(8%)
- 加齢黄斑変性:AMD(5%)
- 角膜混濁,(4%)
- トラコーマ(3%)
- 幼少期の失明(3%)
- 糖尿病網膜症(1%)
- 原因不明(21%)

日本における失明の原因の1位は緑内障である（さらに詳しい、原因と統計のデータは、視覚障害者のページの原因と統計の項を参照。）。欧米においては加齢黄斑変性が最大の原因となっている(2014年現在)。
幼少期の失明に関しては、サブサハラなど後進地域を中心にビタミンAの不足などの栄養不良が原因となる例がある。視覚障害者の約90％は発展途上国に居住している。先進国の主な失明原因は、加齢黄斑変性、緑内障、糖尿病網膜症である。
WHOは、2012年には全世界におよそ2億8500万人の視覚障害者が存在し、うち完全な失明状態にある者は3900万人にのぼると推定している。また、視覚障害者の割合自体は減少傾向にあるものの、寿命の伸びに伴う高齢化の進行によって失明者数は今後増大し、2050年には1億1500万人が失明状態になるとの推定も存在する。日本においては、2009年の段階で視覚障害者が約164万人、うち完全な失明者が18万8000人にのぼると推定されている。

## 半盲
視界の半分だけが認識出来なくなった半側空間無視は、後天的な脳神経の障害による失認（高次脳機能障害）であり、視力を失う失明とは異なる。
外側だけが見えなくなる両耳側性半盲、両目の同じ側だけが見えなくなる同名半盲などは、後天的な視神経の障害によるもので、失明とは異なる。